# Zespół taneczny Oldrzychowice
Zespół taneczny Oldrzychowice- zespół folklorystyczny, działający przy Miejscowym Kole PZKO w Oldzychowicach od roku 1979. Zespół specjalizuje się na tańce folklorystyczne, popularne na Zaolziu.
Podczas sezonu balowego przezentują również tańce jak Jive, Paso doble albo tańce słowackie.

## Opis
Zt Oldrzychowice zrzeszają 3 zespoły:    
- "Oldrzichowicki dziecka"- zespół dziecięcy (wiek 5-10 lat - ok. 20 osób)Zespół taneczny Oldrzychowice

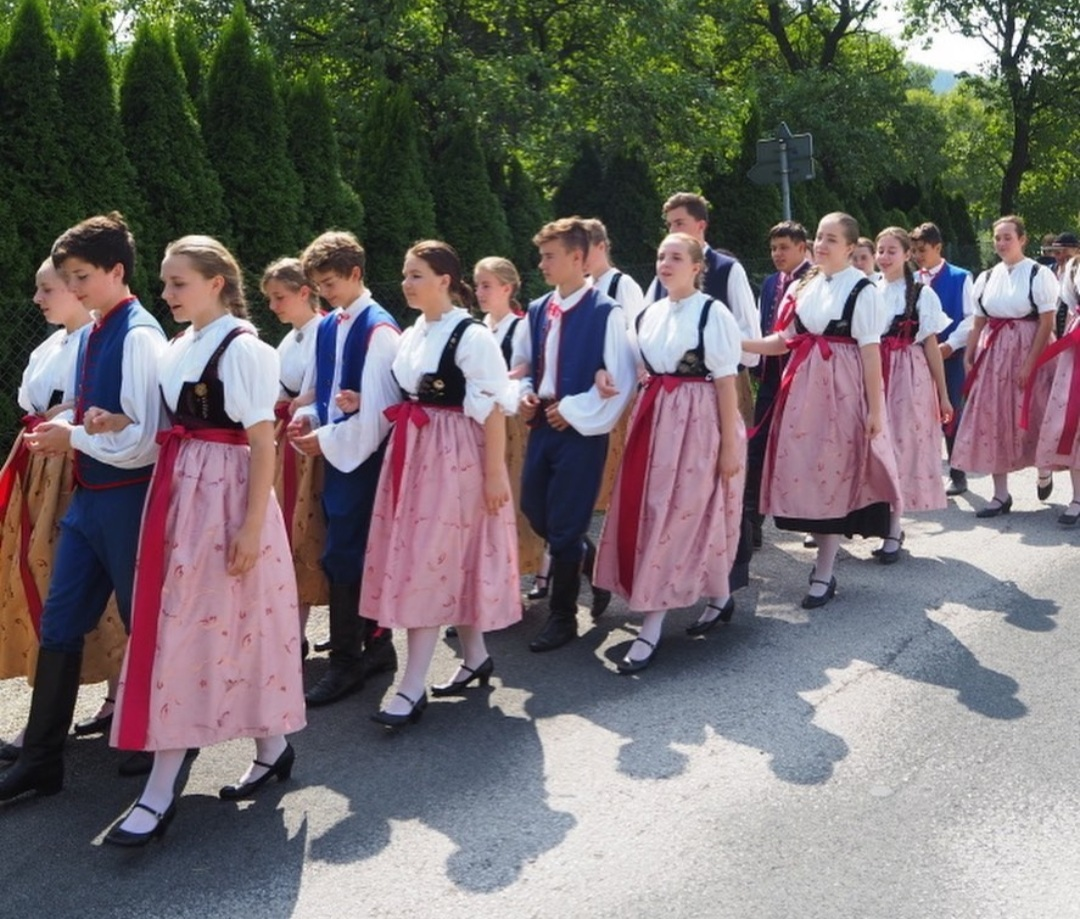
Zespół taneczny Oldrzychowice

- "Małe Oldrzychowice" ( 10-15 lat - ok. 30 osób)
- Zespół dorosły ( ok. 30 osób)

Zespoły Oldrzychowickie mają na swym koncie szereg występów, wyjazdów i sukcesów w kraju i za granicą. W roku 1989 uczestniczył w Festiwalu Zespołów Polonijnych w Rzeszowie, tradycyjnie  uczestniczy w Tygodniu Kultury Beskidzkiej i w Festiwalu Górali Polskich w Żywcu, trzykrotnie wziął udział w MFFZG w Zakopanem.

## Nagrody
- Złote Żywieckie Serce w roku 2008 i 2010, 2014, Brązowe Żywieckie Serce w 2006
- Srebrna Ciupaga MFFZG w Zakopanem w roku 2008
- Grand Prix – główna nagroda na Festiwalu Złoty Kłos w Zebrzydowicach
- wyjazdy zagraniczne – Litwa, Węgry, Francja, Bułgaria, Słowacja, Włochy, Słowenia
- Nagroda Oskara Kolberga w roku 2014
- Uczestnictwo zespołu Małe Oldrzychowice w Międzynarodowym Festiwalu Święto Dzieci Gór w Nowym Sączu i Festiwalu Dziecięcych Zespołów Polonijnych w Iwoniczu Zdroju

W roku 2019 zespół obchodził 40. rocznicę swego istnienia oraz 110. rocznicę urodzin Jana Taciny.
Z tej okazji odbył się mi. koncert jubileuszowy zespołu, 15. Dożynki na Fojstwiu w Oldrzychowicach i  prelekcja "Jan Tacina"

## Kierownicy zespołu
- Mgr. Marek Grycz, Halina Szlaur, Janina Kokotek, Agata Gut, Dorota Kantor, Janina Kantor, Janina Opluštil, Renata Czader, Radek Lačný, Jakub Kroczek

## Powstanie zespołu

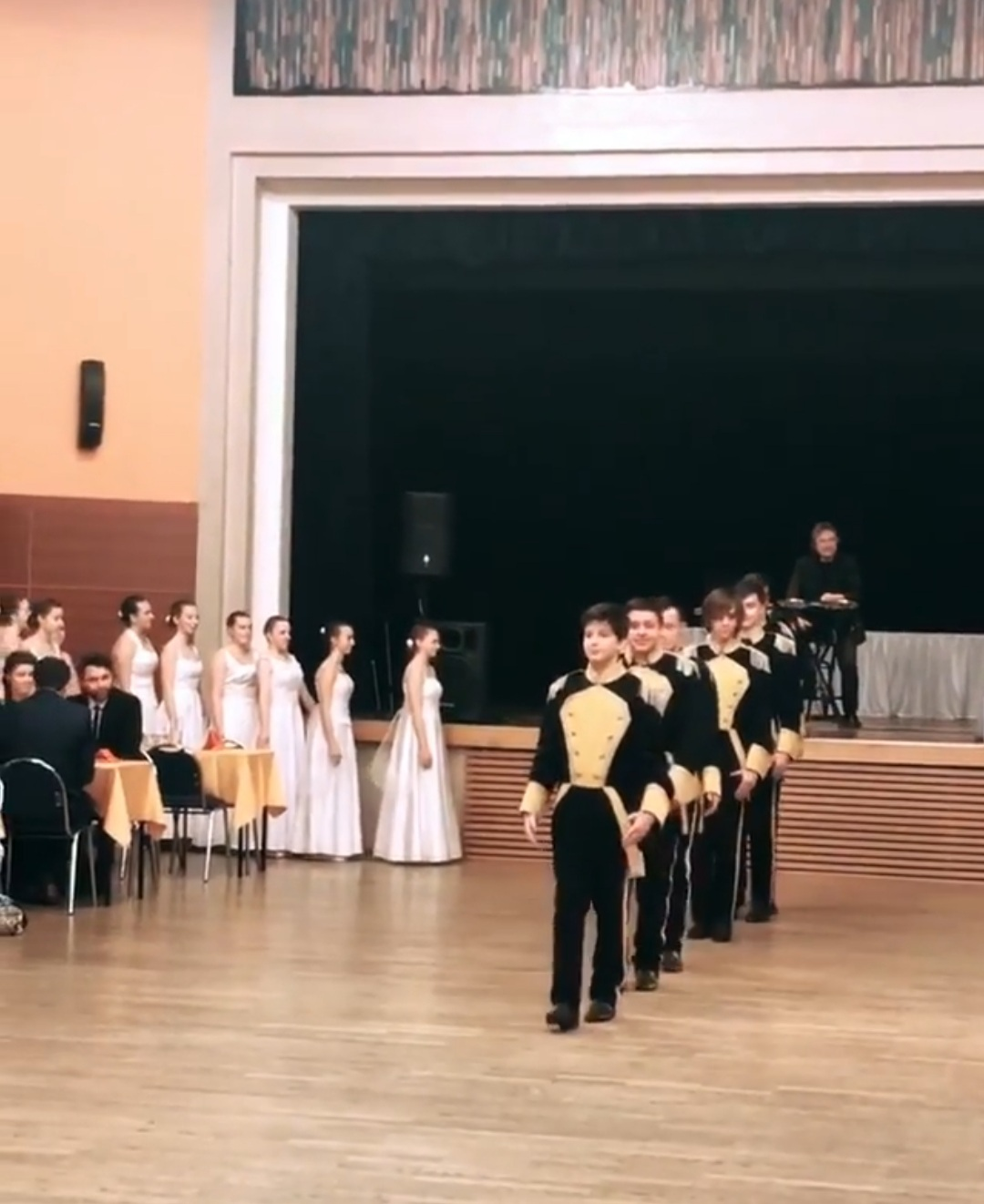
Zespół taneczny Oldrzychowice na balu, tańcząc Polonez

Wszystko rozpoczęło się w roku 1979, kiedy z inicjatywy Klubu Młodych powstał zespół taneczny przy MK PZKO w Oldrzychowicach. Na początku zespół prezentował głównie tańce nowoczesne, dopiero w latach 80. nowa kierowniczka, Halina Szlaur, zaprowadziła tańce folklorystyczne. W roku 2001 została założona kapela "Oldrzychowice". W latach 1992–1995 zespół przerwał swą działalność. Po 1995 roku członkowie klubu młodych zadecydowali odnowić zespół.